# Pic Turbat
Le pic Turbat est un sommet des Alpes qui culmine à 3 028 mètres d'altitude dans le massif des Écrins.

## Géographie

### Situation
Le pic Turbat se situe entre l'Olan et le pic des Souffles, il surplombe d'un côté le vallon de Font Turbat et de l'autre le Valgaudemar. Le sommet est à cheval sur les communes de Villar-Loubière, Valjouffrey et de La Chapelle-en-Valgaudémar.

### Géologie
Le pic Turbat est constitué de granite.

## Ascension
L'ascension depuis Villar-Loubière ou La Chapelle-en-Valgaudémar par le lac Lautier est relativement facile techniquement mais possède un important dénivelé (environ 2 000 mètres). Le sommet offre une vue sur la face nord-ouest de l'Olan et sur la vallée du Valgaudemar.

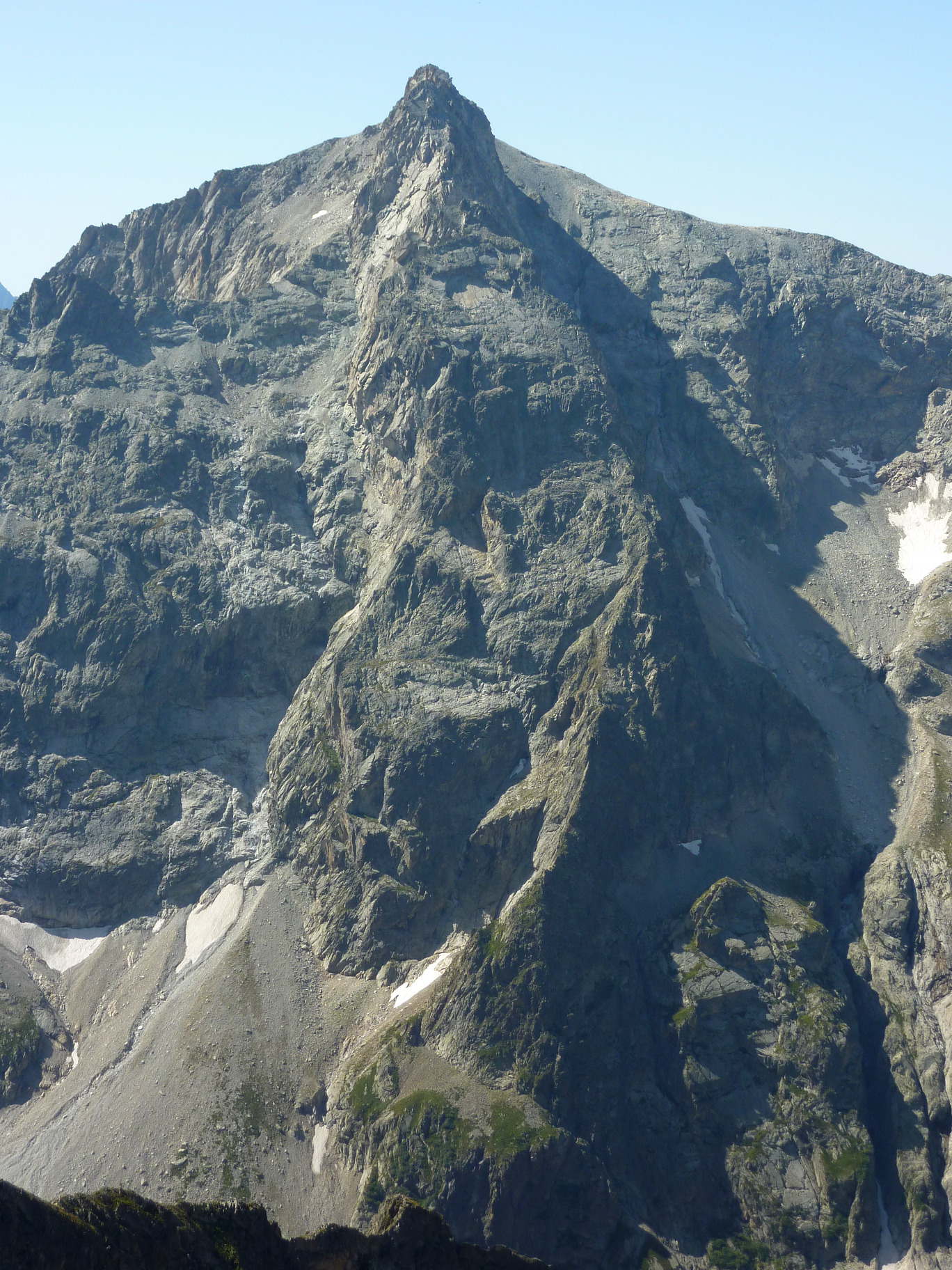
L'arête nord du pic Turbat.
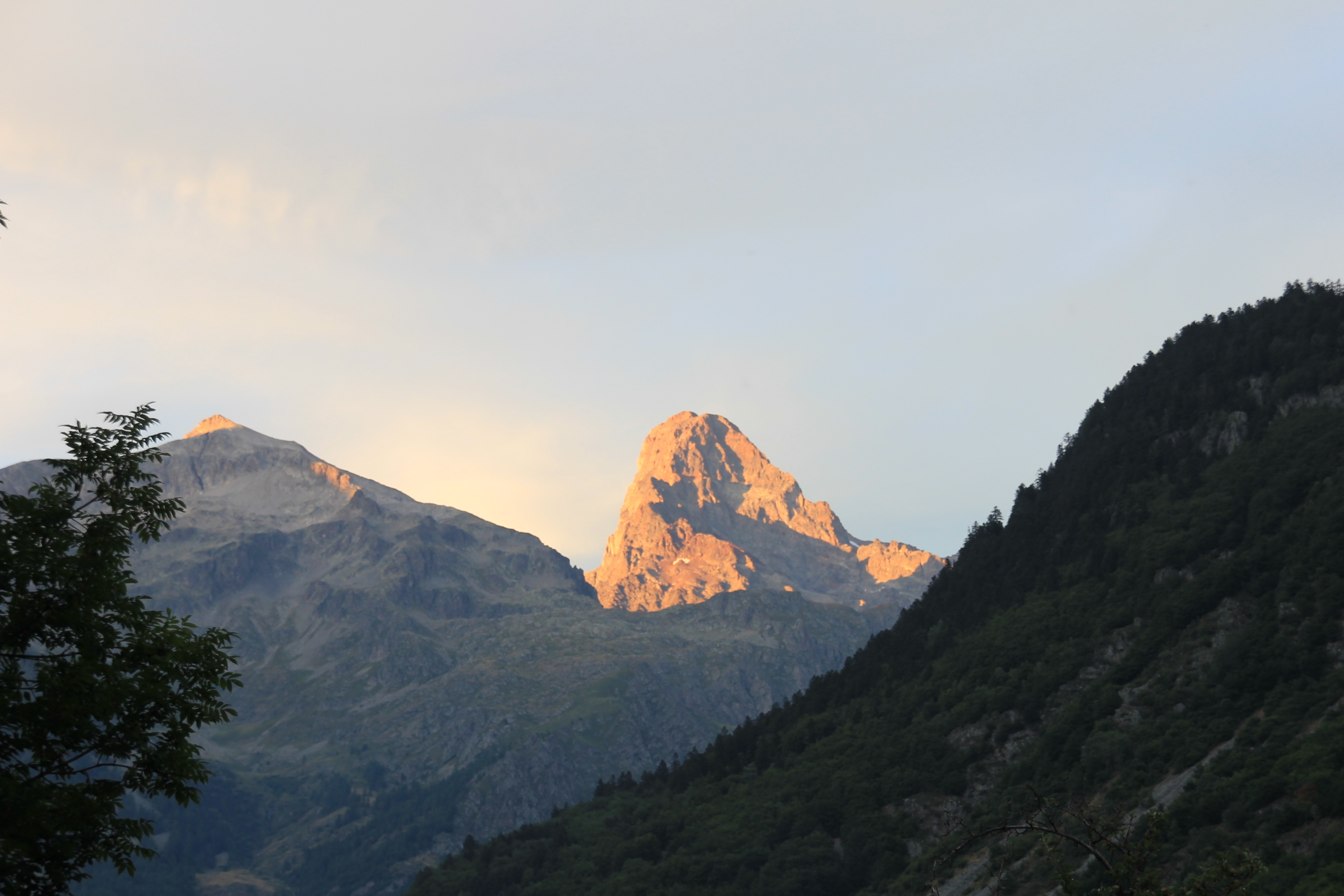
Le pic Turbat (à gauche) et l'Olan.
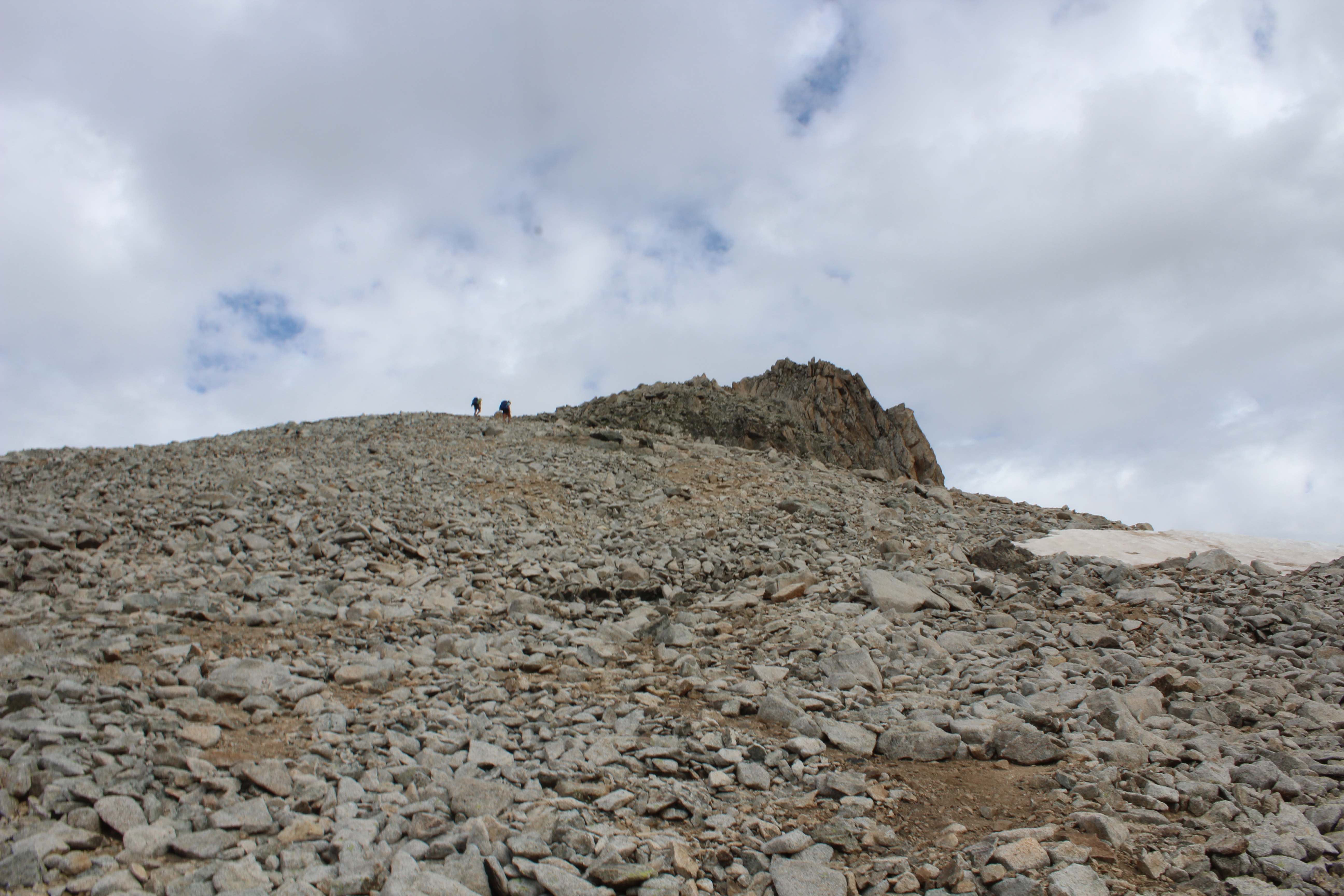
Le sommet du pic Turbat.
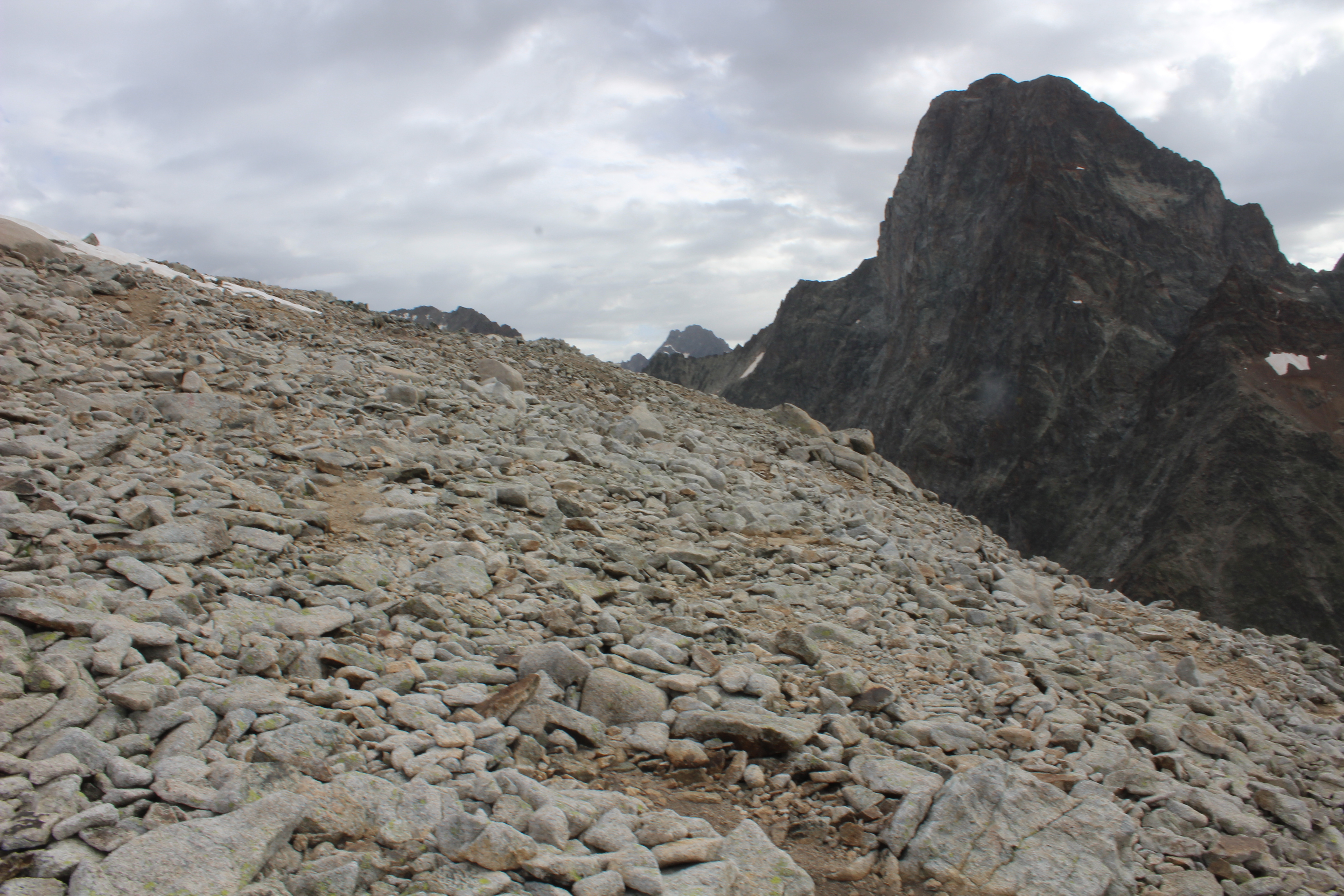
L'Olan vu depuis le pic Turbat.